# Togo aux Jeux olympiques d'hiver de 2018
Le Togo participe aux Jeux olympiques d'hiver de 2018 à Pyeongchang en Corée du Sud. Il s'agit de sa deuxième participation consécutive aux Jeux olympiques d'hiver.

## Qualification
Le Togo prend part pour la première fois aux Jeux d'hiver lors des Jeux de Sotchi en 2014. Sa délégation d'athlètes consiste alors en deux femmes : la Franco-Togolaise Mathilde-Amivi Petitjean (résidant en France), en ski de fond, et l'Italienne naturalisée togolaise Alessia Dipol (résidant en Italie) en ski alpin. Ni l'une ni l'autre ne remporte de médaille.
Née en 1995 et n'ayant aucune origine togolaise, Alessia Dipol obtient tout d'abord la nationalité sportive indienne et représente l'Inde en ski alpin lors de plusieurs compétitions sportives en 2012 et 2013. L'Inde étant interdite de participation aux Jeux olympiques d'hiver de 2014 en raison d'ingérences politiques dans son comité national olympique, la jeune skieuse sollicite et obtient la nationalité sportive togolaise, expliquant à la presse qu'elle a choisi ce pays car son père y possède une usine de fabrication de vêtements. Elle prend part aux épreuves du slalom et du slalom géant,. Pour les Jeux olympiques de 2018, elle se qualifie pour l'épreuve du slalom géant uniquement.

## Athlètes et résultats

### Ski alpin
Alessia Dipol est qualifiée pour l'épreuve du slalom géant.